# Stupor
Der Stupor (lateinisch für „Erstarrung“) ist ein Starrezustand des ganzen Körpers bei wachem Bewusstsein, wobei Bewegungen nicht oder nur sehr langsam ausgeführt werden. Nahrung und Flüssigkeit werden nicht oder bestenfalls unter intensiver pflegerischer Hilfe aufgenommen. Es sind keine körperlichen oder psychischen Aktivitäten erkennbar, obwohl der betroffene Mensch Umweltreize wahrnimmt und verarbeitet. Trotz Wachheit reagiert er nicht auf Kommunikationsversuche (Mutismus); er wirkt starr und ausdruckslos bei extremer innerer Gespanntheit. Häufig kommt es zu Rigor, Fieber und vegetativen Symptomen.

## Geschichte
Stupor ist in der heutigen Bedeutung seit dem späten 14. Jahrhundert belegt.

## Ursachen
Ein Stupor ist ein Symptom einer meist schweren psychischen Erkrankung oder wird durch Nebenwirkungen von Medikamenten hervorgerufen. Ursache eines Stupors kann eine schizophrene Psychose sein, insbesondere die katatone Schizophrenie. Eine besonders schwere und akut lebensbedrohliche Form der katatonen Schizophrenie ist die sogenannte perniziöse Katatonie. Hier kommt es zu einem Stupor (oder auch einem heftigen Erregungszustand mit raschen und ungezielten Bewegungen) und einer Erhöhung der Körpertemperatur sowie Elektrolytstörungen und Kreislaufkomplikationen.
Eine schwere Depression kann zu einem depressiven Stupor führen. Bei depressivem Stupor können stark verlangsamte Reaktionen vorhanden sein.
Ein psychogener Stupor entsteht aufgrund einer heftigen emotionalen Reaktion, oft auf extreme Ereignisse (gewissermaßen „starr vor Schreck“), siehe dazu Schreckstarre. Dies gilt auch für den dissoziativen Stupor nach Erleben von akuter Gewalt.
Daneben gibt es stuporöse oder stuporähnliche Zustände aufgrund organischer psychischer Störungen oder als Nebenwirkungen von Medikamenten, z. B. bei der Einnahme von Valproinsäure.
Stuporöse Zustände treten auch im Verlauf von infektiösen Erkrankungen des Zentralnervensystems wie Tollwut oder Tetanus auf.

## Trivia
Innerhalb der Harry-Potter-Saga existiert ein Zauberspruch mit der Formel „Stupor“, der Gegner in einen Zustand der Bewusstlosigkeit versetzt und der als „Schockzauber“ gilt.